# Поставская школа парфорсной охоты
Поставская школа парфосной охоты — практическая офицерская кавалерийская школа в имении Поставы, филиал (полевое отделение) Санкт-Петербургской Высшей офицерской кавалерийской школы. 
Школа парфорсной охоты существовала с 1 августа 1899 года до начала Первой мировой войны.

## Программа школы
В программу обучения Высшей офицерской кавалерийской школы входил курс так называемой парфорсной охоты, необходимый для практики совершенствования езды верхом. В парфорсе был важен не результат самой охоты, а умение всадника удерживать лошадь в направлении, которое избрала собачья свора, преследуя зверя. Охотничьи собаки в азарте не признают никаких препятствий. Двигаясь за ними, всадник обязан преодолевать на лошади любые преграды: болотины, кусты, лес, овраги. В этом особенность парфорсной охоты и одновременно смысл её применения. На такой охоте всадники ломали ребра, а порой и черепа. Собаки гонят зверя, а верховой несется за ними. И лошадь не всегда понимает желание наездника.

## История
В имении Поставы графа Пшездецкого в конце XIX века была создана Школа парфосной охоты — полевое отделение Высшей офицерской кавалерийской школы. Владельцем имения был построен огромный «Николаевский» охотничий замок в готическом стиле. В замке было более 100 комнат и помещений для офицеров и гостей, большая столовая, гостиная, библиотека, бильярдная, карточная, буфетная и другие.
Рядом располагалась казарма для команды нижних чинов — вестовых для ухода за лошадьми, конюшни на двести лошадей, зверинцы, клетка для медведя и псарня. Кроме этого, были оборудованы трасса для скачек, конкурное поле и теннисный корт. В одном из зверинцев, занимавшем по площади 12 десятин леса с ярами и ручьями, разводились даниели (лани), во втором — дикие кабаны и лисы. В псарне было около 150 парфосных собак, а также хорты, подружейные гончие и таксы.
На парфорсных охотах Офицерской кавшколы для офицеров старшего курса искусственные препятствия (кавалерийские барьеры) доводились до одного аршина 12 вершков высотой и 6 аршинов шириной.

## Значение школы
Вся гвардейская кавалерия Вооружённых сил Российской империи конца XIX — начала XX веков (офицеры) прошла через Поставские сборы. На парфорсные охоты в Поставы командировались также и кандидаты на получение должностей командиров кавалерийских полков.
В Поставы приезжал на охоту последний русский император Николай II, а также многие другие известные лица. В 1901 году в парфосной охоте во владении Пшездецких принимал участие родной дядя Николая II, генерал-инспектор кавалерии — великий князь Николай Николаевич. Среди иных известных лиц можно назвать генерала от кавалерии, которого называли «первой шашкой России», графа Фёдора А́ртуровича Ке́ллера, героев Первой мировой войны генерала Алексея Брусилова и Карла Густава Маннергейма. Тогда ещё ротмистр Русской армии Маннергейм участвовал в парфорсной охоте в Поставах в августе 1903 года, где показал прекрасные ездовые качества.
Подобного рода парфорсная охота проводилась также у графа И. Потоцкого. Однако во владениях графа Потоцкого охота носила исключительно спортивный характер, как в Англии либо Франции.

## Воспоминания очевидцев
Вот как описывает эту охоту один из ее участников, бывший поручик 41-го драгунского Ямбургского полка А. Далматов: 
«Осень, октябрь. Большая стая „пегих собак“. Всадники в красных шапках и кафтанах, с перекинутыми через плечо блестящими трубами. Они вооружены кинжалами и длинными арапниками, которые щелкают по воздуху, действуя на псов. Это доезжачие, ведущие стаю к месту начала охоты, откуда уже выпущен олень. В полуверсте сзади — глухой ропот лошадей другой группы всадников, куда более большой. Эти едут крупной рысью. Они одеты в мундиры и даже кителя; оживлены и веселы. Лошади громко фыркают, иногда постукивают подкова о подкову… Прибыв в поле, всадники остановились: кто-то слез и стал поправлять седловку, а кто-то закурил… Между тем, олень мчался в направлении видневшегося на горизонте леса. Изредка он останавливался и озирался кругом… Псы уже учуяли след оленя: они визжат, выказывая страшное нетерпение броситься вперед. Кони топчутся на месте, нервно копают ногами землю. По звуку рожка стая наконец ринулась вперед, залилась тем присущим только этой породе голосом, который как-то особенно воздействует на охотников. Олень уже приблизился к лесу, когда, учуяв неприятность, вынужден был опять оказаться в поле. На пути его оказалась деревня. Делая чудовищной высоты прыжки, он стал преодолевать один забор за другим. Однако стая все приближалась к нему. Псы легко перепрыгивали заборы, а иногда, найдя просвет пошире между жердями, проскальзывали в него».